# Памятные монеты евро Мальты

10 евро 2013 года

Золотые и серебряные монеты евро — специальные монеты евро выпускаемые каждой страной Еврозоны, из золота и серебра, а также других металлов. Мальта ввела свои монеты евро 1 января 2008 года. В короткий срок Центральный банк Мальты наладил выпуск своих монет евро, которые были введены в обращение, и также начал выпуск памятных, золотых и серебряных монет евро.
Эти монеты принимаются к оплате только на территории Мальты, помимо монет евро Мальты регулярной чеканки, которые принимаются к оплате всеми странами Еврозоны. Все монеты представленные в этой статье как правило оседают в частных коллекциях и поэтому называются коллекционными монетами.
Коллекционные монеты евро Мальты посвящены годовщинам различных событий и историческим событиям. Иногда монеты посвящены текущим событиям имеющим важное значение для граждан Мальты.

## Таблица
В таблице перечислено количество монет, выпущенных в каждом году. В первой секции, монеты сгруппированы по металлу, во второй секции монеты сгруппированы по номиналу.
| Год   | Выпущены |        | Металл  | Металл | Металл |     | Номинал монеты | Номинал монеты | Номинал монеты | Номинал монеты | Номинал монеты |
| Год   | Выпущены | Золото | Серебро | Другие | €50    | €15 | €10            | €5             |                |                |                |
| 2008  | 2        | 1      | 1       | –      | 1      | –   | 1              | –              |                |                |                |
| 2009  | 2        | 1      | 1       | –      | 1      | –   | 1              | –              |                |                |                |
| 2010  | 2        | 1      | 1       | –      | 1      | –   | 1              | –              |                |                |                |
| 2011  | 2        | 1      | 1       | –      | 1      | –   | 1              | –              |                |                |                |
| 2012  | 2        | 1      | 1       | –      | 1      | –   | 1              | –              |                |                |                |
| 2013  | 7        | 3      | 4       | –      | 1      | 1   | 1              | 1              |                |                |                |
| Всего | 17       | 8      | 9       | -      | 6      | 1   | 9              | 1              |                |                |                |

## Монеты 2008 года
| | Оберж-де-Кастий          |                                                      |                                                      |
| Дизайнер: неизвестен | Дизайнер: неизвестен     | Монетный двор: Королевский монетный двор Нидерландов | Монетный двор: Королевский монетный двор Нидерландов |
| Номинал: €10 | Металл: Ag 925 (Серебро) | Тираж: 18 000                                        | Качество: Proof                                      |
| Выпущена: 26 августа 2008 | Диаметр: 38,61 мм        | Вес: 28,28 г                                         | Цена монеты: €38 Рыночная цена: €46-€54              |
| | Оберж-де-Кастий          |                                                      |                                                      |
| Дизайнер: неизвестен | Дизайнер: неизвестен     | Монетный двор: Королевский монетный двор Нидерландов | Монетный двор: Королевский монетный двор Нидерландов |
| Номинал: €50 | Металл: Au 916 (Золото)  | Тираж: 3 000                                         | Качество Proof                                       |
| Выпущена: 26 августа 2008 | Диаметр: 21 мм           | Вес: 6,5 г                                           | Цена монеты: €185 Рыночная цена: €290-€390           |
| В августе 2008 года Мальта выпустила первые памятные монеты евро, обе из серебра и золота. Эти монеты были частью Европейской монетной программы. Темой выпуска монет в 2008 году стало культурное наследство Мальты. Обе монеты посвящены Оберж-де-Кастий, резиденции премьер-министра Мальты. На аверсе монеты изображён фасад Оберж-де-Кастий. Здание расположено в Валлетте и построено в 1574 году. В левой части монеты номинал и 12 звёзд Евросоюза. Под номиналом монеты звезда указывающая на то, что монета входит общеевропейскую серию «Культурное наследие». На реверсе изображён герб Мальты и год выпуска — 2008. |                          |                                                      |                                                      |

## Монеты 2009 года
| | Кастеллания              |                                                      |                                                      |
| Дизайнер: неизвестен | Дизайнер: неизвестен     | Монетный двор: Королевский монетный двор Нидерландов | Монетный двор: Королевский монетный двор Нидерландов |
| Номинал: €10 | Металл: Ag 925 (Серебро) | Тираж: 15 000                                        | Качество: Proof                                      |
| Выпущена: 22 июня 2009 | Диаметр: 38,61 мм        | Вес: 28,28 г                                         | Цена монеты: €38 Рыночная цена: Неизвестна           |
| | Кастеллания              |                                                      |                                                      |
| Дизайнер: неизвестен | Дизайнер: неизвестен     | Монетный двор: Королевский монетный двор Нидерландов | Монетный двор: Королевский монетный двор Нидерландов |
| Номинал: €50 | Металл: Au 916 (Золото)  | Тираж: 3 000                                         | Качество: Proof                                      |
| Выпущена: 22 июня 2009 | Диаметр: 21 мм           | Вес: 6,5 г                                           | Цена монеты: €200 Рыночная цена: Неизвестна          |
| В архитектурном стиле, Кастеллания (Castellania) является одним из самых красивых зданий на улице Торговцев (Merchants) в Валлетте. Здание было построено в 1748—1760 годах при Великом Гроссмейстере Мануэле Пинто де Фонсека, архитектором Франческо Церафой в стиле барокко. На красной кладке здания выложена эмблема Великого Гроссмейстера Пинто. Здесь располагался Дворец Правосудия — главный суд острова. С 1895 г. в этом здании находится министерство здравоохранения Мальты. На реверсе монеты изображён герб Мальты и год выпуска — 2009. На аверсе монеты фасад здания Кастеллания (Castellania). По краю монеты изображены 12 звёзд Евросоюза, в нижней части монеты стоит номинал. |                          |                                                      |                                                      |

## Монеты 2010 года
| | Оберж-де-Италия          |                                                      |                                                      |
| Дизайнер: неизвестен | Дизайнер: неизвестен     | Монетный двор: Королевский монетный двор Нидерландов | Монетный двор: Королевский монетный двор Нидерландов |
| Номинал: €10 | Металл: Ag 925 (Серебро) | Тираж: 12 500                                        | Качество: Proof                                      |
| Выпущена: 2010 | Диаметр: 38.61 мм        | Вес: 28.28 г                                         | Цена монеты: €38 Рыночная цена: Неизвестна           |
| | Оберж-де-Италия          |                                                      |                                                      |
| Дизайнер: неизвестен | Дизайнер: неизвестен     | Монетный двор: Королевский монетный двор Нидерландов | Монетный двор: Королевский монетный двор Нидерландов |
| Номинал: €50 | Металл: Au 916 (Золото)  | Тираж: 3 000                                         | Качество: Proof                                      |
| Выпущена: 2010 | Диаметр: 21 мм           | Вес: 6.5 г                                           | Цена монеты: €200 Рыночная цена:                     |
| Оберж-де-Италия (итал. Auberge d’Italie) является одним из самых прекрасных зданий в Валлетте. Резиденция итальянских рыцарей была построена в 1571 году. На аверсе монеты изображён герб Республики Мальты. Над гербом по окружности надпись «MALTA», снизу указан год выпуска — 2010. На реверсе монеты расположен фасад Оберж-де-Италия. Справа расположен номинал монеты, ниже еврозвезда, указывающая на то, что монета входит общеевропейскую серию «Европейская архитектура». Также справа изображены 12 звёзд Евросоюза. |                          |                                                      |                                                      |

## Монеты 2011 года
| | Финикийцы на Мальте      |                                                      |                                                      |
| Дизайнер: неизвестен | Дизайнер: неизвестен     | Монетный двор: Королевский монетный двор Нидерландов | Монетный двор: Королевский монетный двор Нидерландов |
| Номинал: €10 | Металл: Ag 925 (Серебро) | Тираж: 10 500                                        | Качество: Proof                                      |
| Выпущена: 6 апреля 2011 | Диаметр: 38.61 мм        | Вес: 28.28 г                                         | Цена монеты: €38 Рыночная цена: Неизвестна           |
| | Финикийцы на Мальте      |                                                      |                                                      |
| Дизайнер: неизвестен | Дизайнер: неизвестен     | Монетный двор: Королевский монетный двор Нидерландов | Монетный двор: Королевский монетный двор Нидерландов |
| Номинал: €50 | Металл: Au 916 (Золото)  | Тираж: 2 000                                         | Качество: Proof                                      |
| Выпущена: 6 апреля 2011 | Диаметр: 21 мм           | Вес: 6.5 г                                           | Цена монеты: €200 Рыночная цена:                     |
| Центральный банк Мальты в продолжении серии «Европейские исследователи» выпустил две новые коллекционные монеты достоинством 10 и 50 евро, отчеканенные из серебра 925 пробы и золота 916 пробы соответственно. Тема новых монет — «Финикийцы на Мальте». Они имеют единый дизайн. На аверсе монеты изображён герб Республики Мальты. Над гербом по окружности надпись «MALTA», снизу указан год выпуска — 2011. На реверсе монеты изображена финикийская вёсельная лодка. Справа от лодки стоит номинал монеты, ниже располагается логотип европейской программы(звезда). Внизу стоит надпись полукругом: «The Phoenicians in Malta» («Финикийцы на Мальте»).. |                          |                                                      |                                                      |

## Монеты 2012 года
| | Антонио Шортино          |                                                      |                                                      |
| Дизайнер: неизвестен | Дизайнер: неизвестен     | Монетный двор: Королевский монетный двор Нидерландов | Монетный двор: Королевский монетный двор Нидерландов |
| Номинал: €10 | Металл: Ag 925 (Серебро) | Тираж: 10 500                                        | Качество: Proof                                      |
| Выпущена: 30 апреля 2012 | Диаметр: 38.61 мм        | Вес: 28.28 г                                         | Цена монеты: €38 Рыночная цена: Неизвестна           |
| | Антонио Шортино          |                                                      |                                                      |
| Дизайнер: неизвестен | Дизайнер: неизвестен     | Монетный двор: Королевский монетный двор Нидерландов | Монетный двор: Королевский монетный двор Нидерландов |
| Номинал: €50 | Металл: Au 916 (Золото)  | Тираж: 2 000                                         | Качество: Proof                                      |
| Выпущена: 30 апреля 2012 | Диаметр: 21 мм           | Вес: 6.5 г                                           | Цена монеты: €200 Рыночная цена:                     |
| Центральный банк Мальты представил две новые коллекционные монеты достоинством 10 и 50 евро, отчеканенные из серебра 925 пробы и золота 916 пробы соответственно. Эти монеты, отчеканенные в рамках единой европейской программы «Европейские художники» выпускаемой в 2012 году имеют одинаковый дизайн и посвящены мальтийскому скульптору Антонио Шортино. На аверсе монеты изображён герб Республики Мальты. Над гербом по окружности надпись «MALTA», снизу указан год выпуска — 2012. На реверсе монеты изображена скульптура «Гавроши». Справа от скульптуры стоит номинал монеты и год выпуска «2012», ниже располагается логотип европейской программы(звезда). Внизу стоит надпись полукругом: «Antonio Sciortino» («Антонио Шортино»).. |                          |                                                      |                                                      |

## Монеты 2013 года
| | Дун Карм Псаила             |                                                      |                                                      |
| Дизайнер: Ноэль Галеа Басон | Дизайнер: Ноэль Галеа Басон | Монетный двор: Королевский монетный двор Нидерландов | Монетный двор: Королевский монетный двор Нидерландов |
| Номинал: €10 | Металл: Ag 925 (Серебро)    | Тираж: 10 000                                        | Качество: Proof                                      |
| Выпущена: 26 февраля 2013 | Диаметр: 38.61 мм           | Вес: 28.28 г                                         | Цена монеты: €38 Рыночная цена: Неизвестна           |
| | Дун Карм Псаила             |                                                      |                                                      |
| Дизайнер: Ноэль Галеа Басон | Дизайнер: Ноэль Галеа Басон | Монетный двор: Королевский монетный двор Нидерландов | Монетный двор: Королевский монетный двор Нидерландов |
| Номинал: €50 | Металл: Au 916 (Золото)     | Тираж: 2 000                                         | Качество: Proof                                      |
| Выпущена: 26 февраля 2013 | Диаметр: 21 мм              | Вес: 6.5 г                                           | Цена монеты: €200 Рыночная цена:                     |
| На аверсе монеты изображён герб Республики Мальты. Слева от герба по окружности надпись «MALTA», справа указан год выпуска — 2013. На реверсе монеты изображён портрет Дун Карм Псаилы. В правой части монеты выгравированы три строки -первые слова гимна Мальты — «Lil din l-art ħelwa, l-Omm li tatna isimha…».Слева от портрета Псаилы указаны годы жизни поэта «1871—1961». Под ними выгравирован знак европейской нумизматической программы (тема 2013 года — «Европейские писатели»). Слева указан номинал монеты в две строки. Текст вдоль буртика: «DUN KARM PSAILA POETA».. |                             |                                                      |                                                      |

| | Великий магистр Мануэль Пинто де Фонсека |                                                      |                                                      |
| Дизайнер: неизвестен | Дизайнер: неизвестен                     | Монетный двор: Королевский монетный двор Нидерландов | Монетный двор: Королевский монетный двор Нидерландов |
| Номинал: €10 | Металл: Ag 925 (Серебро)                 | Тираж: 10 000                                        | Качество: Proof                                      |
| Выпущена: 13 марта 2013 | Диаметр: 38.61 мм                        | Вес: 28.28 г                                         | Цена монеты: €38 Рыночная цена: Неизвестна           |
| На аверсе монеты изображён герб Республики Мальты. Слева от герба по окружности надпись «MALTA», справа указан год выпуска — 2013. На реверсе монеты изображён портрет Мануэля Пинто де Фонсеки, Справа расположен его герб. На заднем плане — схематическое изображение мальтийских островов. Текст в верхней части монеты полукругом: «F. EMMANUEL PINTO М. М. Н. Н.». После текста выгравированы пять мальтийских крестов.. |                                          |                                                      |                                                      |

| | Монета (Пиккиоло) времени Жана Паризо де ла Валетты |                                                      |                                                      |
| Дизайнер: неизвестен | Дизайнер: неизвестен                                | Монетный двор: Королевский монетный двор Нидерландов | Монетный двор: Королевский монетный двор Нидерландов |
| Номинал: €5 | Металл: Au 585 (Золото)                             | Тираж: 2 000                                         | Качество: Proof                                      |
| Выпущена: 29 апреля 2013 | Диаметр: 11 мм                                      | Вес: 0.5 г                                           | Цена монеты: €200 Рыночная цена:                     |
| На аверсе монеты изображён герб Республики Мальты. Слева от герба по окружности надпись «MALTA», справа указан год выпуска — 2013. На реверсе монеты изображена монета времён Великого магистра Мальтийского ордена Жана Паризо де ла Валетты.. |                                                     |                                                      |                                                      |

| | Оберж де Прованс         |                                                      |                                                      |
| Дизайнер: неизвестен | Дизайнер: неизвестен     | Монетный двор: Королевский монетный двор Нидерландов | Монетный двор: Королевский монетный двор Нидерландов |
| Номинал: €10 | Металл: Ag 925 (Серебро) | Тираж: 5 000                                         | Качество: Proof                                      |
| Выпущена: 26 июля 2013 | Диаметр: 33.0 мм         | Вес: 18,75 г                                         | Цена монеты: Рыночная цена: Неизвестна               |
| | Оберж де Прованс         |                                                      |                                                      |
| Дизайнер: неизвестен | Дизайнер: неизвестен     | Монетный двор: Королевский монетный двор Нидерландов | Монетный двор: Королевский монетный двор Нидерландов |
| Номинал: €15 | Металл: Au 999 (Золото)  | Тираж: 2 500                                         | Качество: Proof                                      |
| Выпущена:26 июля 2013 | Диаметр: 14 мм           | Вес: 1.25 г                                          | Цена монеты: Рыночная цена:                          |
| На аверсе монеты изображён герб Республики Мальты. Слева от герба по окружности надпись «MALTA», справа указан год выпуска — 2013. На реверсе монеты изображён фасад здания Оберж де Прованс и указан номинал монеты. Сверху полукругом — текст «• AUBERGE DE PROVENCE •». |                          |                                                      |                                                      |

| | Сэр Пол Боффа            |                                                      |                                                      |
| Дизайнер: неизвестен | Дизайнер: неизвестен     | Монетный двор: Королевский монетный двор Нидерландов | Монетный двор: Королевский монетный двор Нидерландов |
| Номинал: €10 | Металл: Ag 925 (Серебро) | Тираж: 2 500                                         | Качество: Proof                                      |
| Выпущена: 26 ноября 2013 | Диаметр: 38.61 мм        | Вес: 28.28 г                                         | Цена монеты: Рыночная цена: Неизвестна               |
| На аверсе монеты изображён герб Республики Мальты. Слева от герба по окружности надпись «MALTA», справа указан год выпуска — 2013. На реверсе монеты изображён портрет Сэра Пола Боффы. Сверху полукругом изображён текст: «• SIR PAUL BOFFA • TABIB U POLITIKU •» («• СЭР ПОЛ БОФФА • ДОКТОР И ПОЛИТИК •»). Слева в две строки указан номинал — «10 EURO», справа — годы жизни премьера «1890—1962». Внизу выгравированы инициалы дизайнера — «NGB».. |                          |                                                      |                                                      |

## Монеты 2014 года
| | Чарльз Камиллери            |                                                      |                                                      |
| Дизайнер: Ноэль Галеа Басон | Дизайнер: Ноэль Галеа Басон | Монетный двор: Королевский монетный двор Нидерландов | Монетный двор: Королевский монетный двор Нидерландов |
| Номинал: €10 | Металл: Ag 925 (Серебро)    | Тираж: 5 000                                         | Качество: Proof                                      |
| Выпущена: 12 февраля 2014 | Диаметр: 38.61 мм           | Вес: 28.28 г                                         | Цена монеты: €38 Рыночная цена: Неизвестна           |
| | Чарльз Камиллери            |                                                      |                                                      |
| Дизайнер: Ноэль Галеа Басон | Дизайнер: Ноэль Галеа Басон | Монетный двор: Королевский монетный двор Нидерландов | Монетный двор: Королевский монетный двор Нидерландов |
| Номинал: €50 | Металл: Au 916 (Золото)     | Тираж: 1 500                                         | Качество: Proof                                      |
| Выпущена: 26 февраля 2013 | Диаметр: 21 мм              | Вес: 6.5 г                                           | Цена монеты: €200 Рыночная цена:                     |
| На аверсе монеты изображён герб Республики Мальты. Слева от герба по окружности надпись «Malta», справа указан год выпуска — 2014. На реверсе монеты изображён портрет Чарльза Камиллери на фоне нот. Слева направо полукругом надпись — «MRO • Charles Camilleri • Kompozitur •». Слева от портрета стоит номинал и звезда — символ нумизматической серии. Справа указаны годы жизни Камиллери «1931—2009».. |                             |                                                      |                                                      |

| | Цехин                   |                                                      |                                                      |
| Дизайнер: неизвестен | Дизайнер: неизвестен    | Монетный двор: Королевский монетный двор Нидерландов | Монетный двор: Королевский монетный двор Нидерландов |
| Номинал: €5 | Металл: Au 585 (Золото) | Тираж: 10 000                                        | Качество: Proof                                      |
| Выпущена: 25 марта 2014 | Диаметр: 11 мм          | Вес: 0.5 г                                           | Цена монеты: €200 Рыночная цена:                     |
| На аверсе монеты изображён герб Республики Мальты. Слева от герба по окружности надпись «Malta», справа указан год выпуска — 2014. На реверсе монеты изображён аверс монеты, отчеканенной между 1530 и 1534 годами при Великом магистре Филиппе де Вилье де л’Иль-Адаме (1530—1534).. |                         |                                                      |                                                      |

| | 100-летняя годовщина с начала Первой мировой войны |                                                  |                                                  |
| Дизайнер: Ноэль Галеа Басон | Дизайнер: Ноэль Галеа Басон                        | Монетный двор: Королевский монетный двор Бельгии | Монетный двор: Королевский монетный двор Бельгии |
| Номинал: €5 | Металл: Латунь                                     | Тираж: 5.000 (Proof)/ 200.000 (UNC)              | Качество: Proof                                  |
| Выпущена: 23 мая 2014 | Диаметр: 30 мм                                     | Вес: 10.5 г                                      | Цена монеты: Рыночная цена: Неизвестна           |
| | 100-летняя годовщина с начала Первой мировой войны |                                                  |                                                  |
| Дизайнер: Ноэль Галеа Басон | Дизайнер: Ноэль Галеа Басон                        | Монетный двор: Королевский монетный двор Бельгии | Монетный двор: Королевский монетный двор Бельгии |
| Номинал: €10 | Металл: Ag 925 (Серебро)                           | Тираж: 5.000 (Proof)/ 200.000 (UNC)              | Качество: Proof                                  |
| Выпущена: 23 мая 2014 | Диаметр: 37 мм                                     | Вес: 22.85 г                                     | Цена монеты: Рыночная цена:                      |
| На аверсе монеты изображён герб Республики Мальты. Слева от герба по окружности надпись «Malta», справа указан год выпуска — 2014. На реверсе монеты изображена медсестра которая ухаживает за раненым солдатом. В верхней части монеты изображён крест, номинал и фигура солдата. Также в верхней части монеты слева изображён цветок мака и годы в две строки «1914» и «1918». Текст вдоль буртика: «Malta • Nurse of the Mediterranean • Remembers the Fallen • WW1 • 100th Anniversary •» («Мальта • Медсестра Средиземноморья • Помнить павших • Первая Мировая Война • 100-летие •»).. |                                                    |                                                  |                                                  |

| | Оберж де Арагон             |                                                  |                                                  |
| Дизайнер: Ноэль Галеа Басон | Дизайнер: Ноэль Галеа Басон | Монетный двор: Королевский монетный двор Бельгии | Монетный двор: Королевский монетный двор Бельгии |
| Номинал: €10 | Металл: Ag 925 (Серебро)    | Тираж: 2 500                                     | Качество: Proof                                  |
| Выпущена: июнь 2014 | Диаметр: 33.0 мм            | Вес: 18,75 г                                     | Цена монеты: Рыночная цена: Неизвестна           |
| | Оберж де Арагон             |                                                  |                                                  |
| Дизайнер: Ноэль Галеа Басон | Дизайнер: Ноэль Галеа Басон | Монетный двор:Королевский монетный двор Бельгии  | Монетный двор:Королевский монетный двор Бельгии  |
| Номинал: €15 | Металл: Au 999 (Золото)     | Тираж: 1 000                                     | Качество: Proof                                  |
| Выпущена:июнь 2014 | Диаметр: 14 мм              | Вес: 1.25 г                                      | Цена монеты: Рыночная цена:                      |
| На аверсе монеты изображён герб Республики Мальты. Слева от герба по окружности надпись «MALTA», справа указан год выпуска — 2014. На реверсе монеты изображён фасад здания Оберж де Арагона. Внизу номинал монеты. Сверху полукругом изображён текст: «• Auberge de Aragon •».. |                             |                                                  |                                                  |

| | 50-летие независимости Мальты |                                                      |                                                      |
| Дизайнер: Ноэль Галеа Басон | Дизайнер: Ноэль Галеа Басон   | Монетный двор: Королевский монетный двор Нидерландов | Монетный двор: Королевский монетный двор Нидерландов |
| Номинал: €10 | Металл: Ag 925 (Серебро)      | Тираж: 5 000                                         | Качество: Proof                                      |
| Выпущена: Сентябрь 2014 | Диаметр: 38.61 мм             | Вес: 28.28 г                                         | Цена монеты: €38 Рыночная цена: Неизвестна           |
| На аверсе монеты изображён герб Республики Мальты. В верхней части монеты надпись «Malta», слева от герба по окружности стоит год 1964, справа указан год выпуска — 2014. На реверсе монеты изображён портрет Джордж Борг Оливер держащий в руке декларацию независимости. Слева направо полукругом надпись — «50 Anniversary • Malta Indipendenti •». За спиной у него номинал и годы «1964—2014».. |                               |                                                      |                                                      |

| | 40-летие установления республики на Мальте |                                                      |                                                      |
| Дизайнер: Ноэль Галеа Басон | Дизайнер: Ноэль Галеа Басон                | Монетный двор: Королевский монетный двор Нидерландов | Монетный двор: Королевский монетный двор Нидерландов |
| Номинал: €10 | Металл: Ag 925 (Серебро)                   | Тираж: 5 000                                         | Качество: Proof                                      |
| Выпущена: Декабрь 2014 | Диаметр: 38.61 мм                          | Вес: 28.28 г                                         | Цена монеты: €38 Рыночная цена: Неизвестна           |
| На аверсе монеты изображён герб Республики Мальты. Слева от герба по окружности надпись «MALTA», справа указан год выпуска — 2014. На реверсе монеты изображены первый президент Мальты Антони Джозеф Мамо и премьер-министр Доминик Минтофф. Мамо держит в руках сообщение о провозглашении республики 13 декабря 1974 года. Слева направо полукругом надпись — "40 Anniversary • Malta Repubblika • 13 Ta Dicembru «1974—2014».. |                                            |                                                      |                                                      |

## Монеты 2015 года
| | 400-летие акведука Виньякура |                                                      |                                                      |
| Дизайнер: Ноэль Галеа Басон | Дизайнер: Ноэль Галеа Басон  | Монетный двор: Королевский Бельгийский монетный двор | Монетный двор: Королевский Бельгийский монетный двор |
| Номинал: €10 | Металл: Ag 925 (Серебро)     | Тираж: 2 500                                         | Качество: Proof                                      |
| Выпущена: Январь 2015 | Диаметр: 37 мм               | Вес: 22.85 г                                         | Цена монеты: Рыночная цена: Неизвестна               |
| На аверсе монеты изображён акведук Виньякура. Слева от герба по окружности надпись «Wignacourt Aqueduct, Water from Rabat to Valetta», слева год строительства акведука — 1615, справа указан год выпуска — 2015. На реверсе монеты изображён портрет наиболее известного Великого магистра Мальтийского ордена Алофа де Виньякура (1601—1622), благодаря усилиям которого построен акведук. Надпись слева направо «Grand Master Alof Wignacourt 1601—1622».. |                              |                                                      |                                                      |

Планом на 2015 год предусмотрен выпуск монет:
- февраль — 10 евро «Мальтийский саммит 1989 года»;
- апрель — 5 евро «10-летняя годовщина со дня смерти папы римского Иоанна Павла II»;
- июнь — 10 и 15 евро «Оберж де Бавьер»;
- август — 10 евро «450-летие Великой осады Мальты»;
- октябрь — 5 евро «Треть фартинга»[29].